# Fiebre (canción de David Bisbal)
«Fiebre» es una canción interpretada por el cantante y compositor español David Bisbal, procedente de su sexto álbum de estudio, Hijos del mar (2016).

## Canción
La canción fue lanzada como el segundo sencillo oficial del disco en marzo de 2017.  La canción fue compuesta por Bisbal, junto con José Miguel Velásquez y Neven Ilic producida por Sebastián Krys. La canción también se caracteriza por tener ritmos y sabores latinos tropicales movidos y con energía.

## Video musical
Para la grabación del videoclip se buscó un lugar que tuviera las características necesarias para reflejar frescura y romanticismo a las imágenes.  El videoclip fue grabado en un playa de las costas de Santa Mónica en California y tuvo como invitada a la youtuber mexicana Caeli.